# Одновременная игра
Одновременной игрой (англ. simultaneous game) называют игру, в которой стратегии избираются участниками до того, как станут известны стратегии оппонентов. Одновременные игры противопоставлены последовательным, где ходы совершаются по очереди. Чаще всего одновременные игры предстают в нормальной форме.
Популярная игра «камень, ножницы, бумага» является одновременной. Участники выбирают действие до того, как узнают о стратегии оппонентов. Действия каждого из участников становятся известны одновременно. Если в игре принимают участие двое и у каждого имеется по три действия, все возможные исходы можно выразить в таблице размерности 3×3. Действия игрока 1 отмечены по строкам, действия его оппонента — по столбцам. Красным обозначены выигрыши игрока 1, в то время как выигрыши игрока 2 выделены синим. Платёжная матрица выглядит следующим образом:
|         | Камень | Бумага | Ножницы |
| ------- | ------ | ------ | ------- |
| Камень  | 0, 0   | -1, 1  | 1, -1   |
| Бумага  | 1, -1  | 0, 0   | -1, 1   |
| Ножницы | -1, 1  | 1, -1  | 0, 0    |

Другим примером одновременной игры является дилемма заключённого.